# 布引香草園

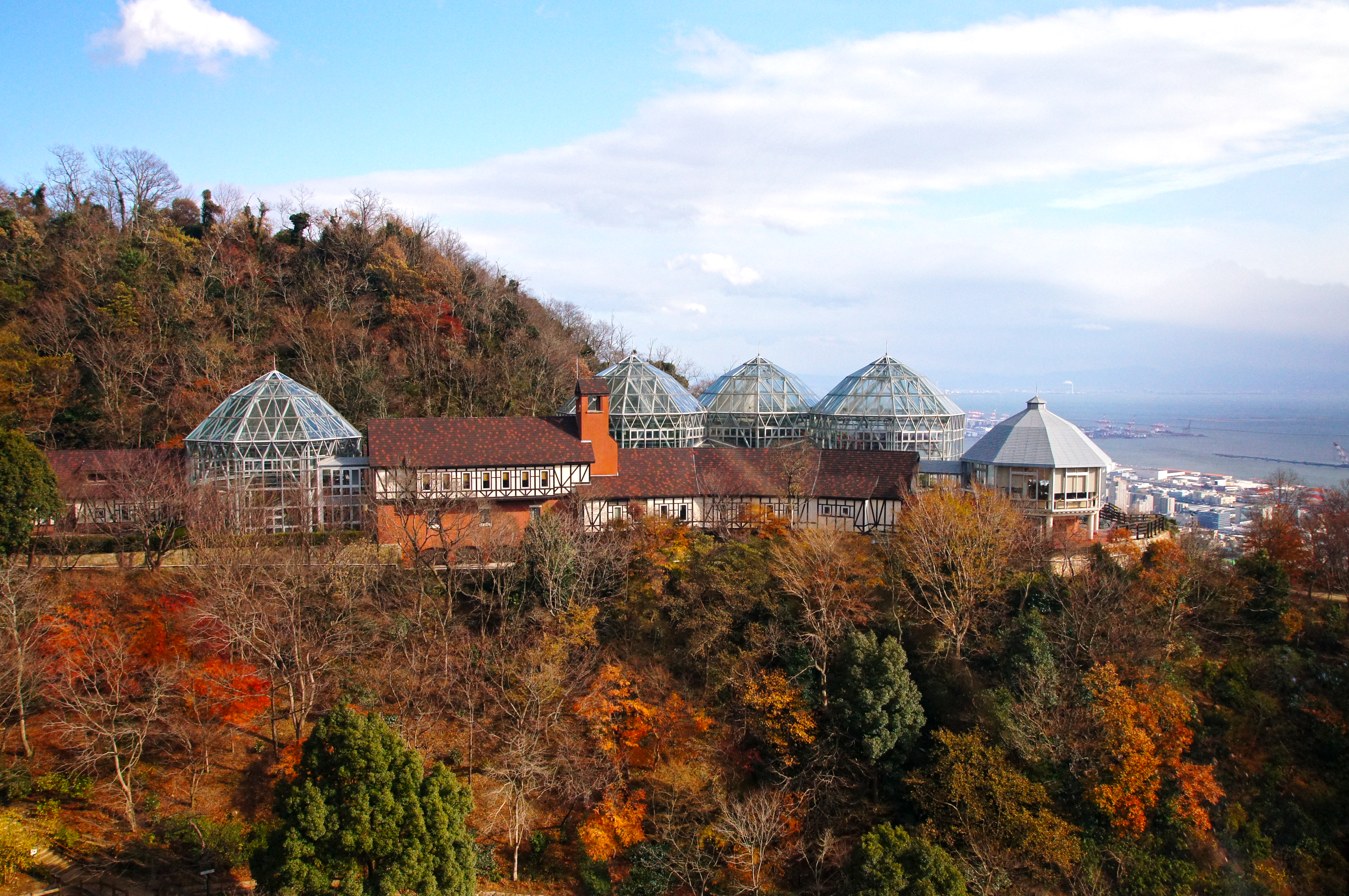

神戶市立布引香草園（日语：神戸市立布引ハーブ園）是位於日本兵庫縣神戶市中央區的一座植物園。這座植物園開業於1991年10月23日，和神戶布引索道同時開業。

## 外部連結
- 布引ハーブ園 （页面存档备份，存于）